# Yann LeCun
Yann André LeCun, oorspronkelijk gespeld Le Cun (geboren op 8 juli 1960) is een Franse computerwetenschapper die voornamelijk werkt op het gebied van machinaal leren, digitale beeldbewerking, mobiele robotica en neurowetenschappen. Hij doceert aan de New York-universiteit en is hoofd AI-Scientist bij Meta.
Hij staat bekend om zijn werk op het gebied van optische tekenherkenning en digitale beeldbewerking met behulp van convolutionele neurale netwerken (CNN), en is een van de grondleggers van convolutionele netten. Hij is ook een van de belangrijkste bedenkers van de DjVu-beeldcompressietechnologie (samen met Léon Bottou en Patrick Haffner). Hij heeft samen met Léon Bottou de programmeertaal Lush ontwikkeld.
LeCun ontving in 2018 de A.M. Turing Award (vaak de "Nobelprijs voor Informatica" genoemd), samen met Geoffrey Hinton en Yoshua Bengio, voor hun werk aan deep learning. LeCun, Bengio en Hinton worden soms aangeduid als de "peetvaders” van AI en Deep Learning.